# 13260 Sabadell
13260 Sabadell eller 1998 QZ15 är en asteroid i huvudbältet som upptäcktes den 28 augusti 1998 av de båda spanska amatörastronomerna Ferrán Casarramona och Antoni Vidal i Montjoia-observatoriet. Den är uppkallad efter föreningen Agrupació Astronòmica de Sabadell.
Asteroiden har en diameter på ungefär 5 kilometer och den tillhör asteroidgruppen Eunomia.